# LAPA-Flug 3142
Auf dem Líneas-Aéreas-Privadas-Argentinas-Flug 3142 (Flugnummer auch MJ3142, Rufzeichen LAPA 3142) verunglückte am 31. August 1999 eine Boeing 737-204C beim Start vom Flughafen Buenos Aires-Jorge Newbery. Am Flugzeug der Fluggesellschaft Líneas Aéreas Privadas Argentinas kam es zu einem Strömungsabriss beim Start zu einem Flug nach Córdoba; es durchbrach die Flughafenumzäunung und kollidierte mit einem PKW und einer Industriegasanlage, die daraufhin explodierte. Insgesamt kamen 65 Personen ums Leben. Es handelt sich um den zweitschwersten Flugunfall in Argentinien nach dem Unfall einer Douglas DC-6 im Jahr 1961 auf dem Aerolíneas-Argentinas-Flug 644.

## Flugzeug
Die Maschine war eine Boeing 737-204C mit dem Luftfahrzeugkennzeichen LV-WRZ und der Seriennummer 20389. Es handelte sich um die 251. gefertigte Boeing 737. Das Flugzeug wurde auf dem Boeing Field in Seattle montiert und absolvierte am 14. April 1970 seinen Erstflug. Drei Tage später wurde die Maschine an Britannia Airways ausgeliefert. Ab dem 2. Februar 1990 war die Maschine auf den Zweitbesitzer TAT European Airlines zugelassen und schließlich ab dem 21. Dezember 1996 auf die Líneas Aéreas Privadas Argentinas. Die Maschine wurde von zwei Pratt-&-Whitney-JT8D-9-Triebwerken angetrieben. Bis zum Unfallzeitpunkt hatte sie 67.864 Flugstunden sowie 41.851 Starts und Landungen absolviert.

## Besatzung
Kapitän der Maschine war der 45-jährige Kapitän Gustavo R. Weigel, Erster Offizier der 31-jährige Luis Etcheverry. Weigel verfügte über 6500 Stunden Flugerfahrung, darunter 1700 in der Boeing 737. Etcheverry hatte von seinen 4000 Flugstunden 600 in der 737 absolviert.

## Unfallhergang
Der 75-minütige Flug nach Córdoba sollte planmäßig um 20:36 Uhr Ortszeit starten. Vor dem Abflug waren Probleme an Triebwerk Nr. 1 aufgetreten, derer sich drei Mechaniker annahmen. Die Maschine musste sich schließlich vier Startplätze weiter hinten einreihen und rollte um 20:55 Uhr zum Start. Beim Startlauf begann die Maschine kurz nach dem Abheben heftig zu taumeln, gewann kaum an Höhe und setzte wieder auf dem Boden auf. Sie überrollte das Startbahnende, durchbrach die Flughafenumzäunung und riss beim Überrollen einer Schnellstraße mit dem linken Triebwerk einen PKW mit, dessen zwei Insassen sofort starben. Anschließend kollidierte die Maschine mit einer Industriegasanlage, die daraufhin explodierte.

## Opfer
Die beiden Piloten und eine Flugbegleiterin starben bei dem Unfall. Von den 95 Passagieren kamen 60 ums Leben; außerdem starben die zwei Insassen eines PKWs, mit dem die Maschine kollidiert war. Es gab 40 Verletzte, darunter 37 Insassen der Maschine sowie drei Personen am Boden. Viele der Verletzten erlitten schwere Brandwunden.

## Flugunfalluntersuchung

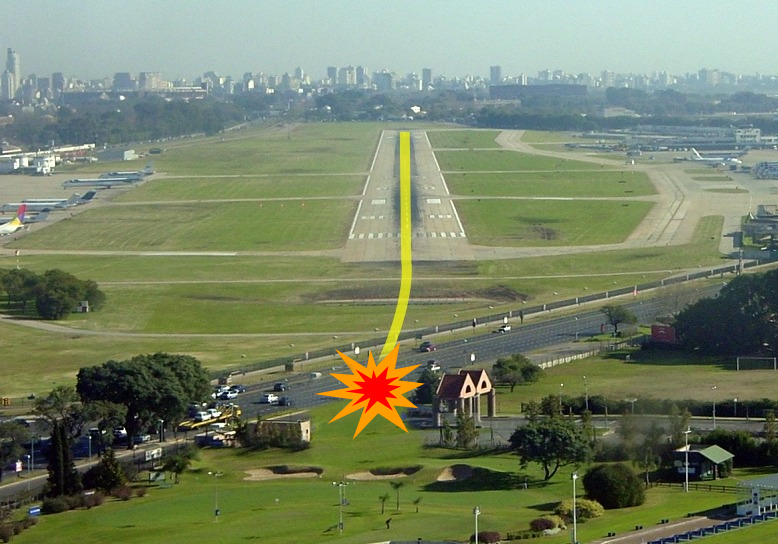
Flugverlauf von LAPA-Flug 3142

Die Flugunfalluntersuchung ergab, dass die Maschine beim Start nicht genügend Auftrieb entwickeln konnte, da die Besatzung beim nachlässigen Durchgehen der Checkliste  für den Start die Auftriebshilfen (Klappen) nicht ausgefahren hatte. Zwar wurden die Klappen erwähnt, jedoch ergab die Vermessung der Hubspindeln sowie die Aufzeichnung des Flugdatenschreibers, dass der Erste Offizier sie nie in Startkonfiguration gefahren hatte. Vorausgegangen war diesem Fehler ein durch die Auswertung des Stimmenrekorders aufgedecktes, disziplinloses und grob fahrlässiges Verhalten der Besatzung vor dem Start.
So hatten die Piloten Privatgespräche mit einer Flugbegleiterin geführt und im Cockpit geraucht. Somit wurde die Sterile-Cockpit-Regel verletzt, die besagt, dass zwischen dem Anlassen der Triebwerke und dem Erreichen der Reiseflughöhe nur über den Flug geredet wird und keine unnötigen Personen im Cockpit sein dürfen. Die Vorbereitung der Maschine für den Start erfolgte sehr nachlässig, Checklisten wurden nicht vorschriftsmäßig abgearbeitet und Funkkommunikation mit der Flugsicherung nicht entsprechend der Vorschriften geführt.
Letztendlichen Ausschlag hatte, dass die Piloten auf Warnungen des Bordcomputers vor der fehlerhaften Startkonfiguration der Maschine nicht angemessen reagierten. Auf der Stimmaufzeichnung ist zu hören, wie während des Beschleunigens aus diesem Grund 41 Sekunden lang ein schriller Alarmton mit blinkender Warnlampe (Master Caution) ertönt. Anstatt das Beschleunigen aufgrund des offensichtlich kritischen Fehlers sofort abzubrechen, setzten die Piloten den Start noch 36 Sekunden fort und diskutierten währenddessen darüber, was der Alarm bedeuten könnte.
Als die Piloten nach dem erfolglosen Abhebeversuch den Start durch Aktivierung der Schubumkehr doch noch abbrechen wollten, war bereits das Ende der Startbahn erreicht und die Maschine nicht mehr zu stoppen.

## Darstellung in Medien
- Tödlicher Fehler. (Originaltitel: Deadly Discussions). Mayday – Alarm im Cockpit [Staffel 17; Folge 9].